# ژیجیانگ ایرلاینز
ژیجیانگ ایرلاینز (به انگلیسی: Zhejiang Airlines) یک شرکت هواپیمایی است. دفتر مرکزی ژیجیانگ ایرلاینز در فرودگاه هانگجو جیانکیاو واقع شده‌است.